# Ameghinita
La ameghinita, un mineral borato básico de sodio, fue descubierta en la mina Tincalayu, en el Salar del Hombre Muerto, Los Andes, Salta (Argentina), y consecuentemente esa es su localidad tipo. El nombre es un homenaje a los hermanos Florentino y Carlos Ameghino, científicos autodidactas que realizaron notables trabajos sobre la paleontología argentina.

## Propiedades físicas y químicas
La ameghinita aparece como cristales tabulares alargados según  la dirección [010] , que pueden alcanzar un tamaño de hasta 5 mm. Es soluble en agua. La estructura está formada por polianiones [B3O3(OH)4]-, lo que hizo que se modificara la fórmula establecida inicialmente, en la que se suponía que era un borato hidratado.

## Yacimientos
La ameghinita es un mineral extraordinariamente raro, conocido solamente en un yacimiento, su localidad tipo, un depósito de boratos tipo playa que posteriormente resultó sepultado y fracturado, dando lugar a una mineralogía muy compleja. La ameghinita está generalmente incluida dentro de tincalconita, formando masas nodulares o alargadas de cristales interpenetrados. Además de ameghinita, se encuentran en este yacimiento kernita, ribadavita, ezcurrita y otros boratos